# 高梨内記
高梨 内記（たかなし ないき）は、戦国時代から江戸時代初期にかけての武将。真田氏家臣。実名は不詳。

## 人物
江戸時代末期（幕末）の松代藩家臣・河原綱徳は、その著書のなかで、内記を高梨政頼の子供か子孫とし、高梨政頼の娘（もしくは妹）が真田信綱に嫁いだことを縁に真田家へ仕えたとしているが、信憑性は薄い。
内記は傅役、息子の采女は乳兄弟、娘は側室ということもあり、真田信繁との関係は深かった。
天正13年（1585年）の第一次上田合戦で戦功を立て、慶長5年（1600年）の関ヶ原の戦い以降は真田昌幸・信繁につき従い、九度山へ移った。慶長16年（1611年）に昌幸が死去した後ほとんどの家臣は九度山を去り旧領の上田に戻ったが、内記は息子とともに九度山に残り、信繁の大坂入城にも付き従った。最期は慶長20年（1615年）の大坂夏の陣にて信繁と共に戦死したとみられている。
孫で信繁三女の阿梅は大坂城落城に際して乱妨取りによって片倉重長に保護され、継室となっている。但し、阿梅の母は大谷吉継の娘で信繁正室の竹林院という説もあり、この場合は内記と阿梅との間に血縁関係は無いことになる。

## 関連作品
- 真田丸（NHK大河ドラマ、2016年、演 : 中原丈雄）